# Marco Antonio Oratore
Marco Antonio, detto Oratore (in latino Marcus Antonius Orator; 143 a.C. – 86 a.C.), è stato un politico, militare e oratore romano.

## Biografia
Membro della gens Antonia, iniziò il proprio cursus honorum nel 113 a.C., ricoprendo la carica di questore, per poi divenire pretore con poteri proconsolari per la provincia romana di Cilicia nel 102 a.C.: il suo mandato fu quello di debellare i pirati che infestavano il mar Mediterraneo, ottenendo successi così grandi che il senato gli concesse un trionfo navale (100 a.C.).
Fu eletto console nel 99 a.C. con Aulo Postumio Albino come collega. Dovette resistere alla politica del partito di Lucio Appuleio Saturnino, in particolare osteggiando una legge agraria proposta dal tribuno della plebe Sesto Titio; ricoprì la carica di censore nel 97 a.C.; durante il mandato fu accusato di concussione da Marco Duronio, ma fu scagionato. Antonio ottenne un comando anche nel 90 a.C., durante la guerra sociale, contro i Marsi.
In occasione della guerra civile tra Gaio Mario e Lucio Cornelio Silla, Antonio, appartenente al partito aristocratico scelse di sostenere quest'ultimo. Pagò con la vita la sua lealtà, poiché quando Mario e Lucio Cornelio Cinna divennero i padroni di Roma, nell'87 a.C., fecero giustiziare Antonio: riuscì a far vacillare la volontà dei soldati inviati a ucciderlo, finché il loro comandante, Publio Annio, non gli tagliò la testa e la portò a Mario, il quale la fece affiggere ai rostra.
Ebbe due figli, Marco Antonio Cretico e Gaio Antonio Ibrida, che però non furono alla sua altezza; e una figlia, Antonia, che fu rapita  dai pirati cilici e rilasciata dietro pagamento di un cospicuo riscatto. Tramite il figlio Cretico, fu nonno del triumviro Marco Antonio.

## Oratoria
La reputazione di Antonio come grande oratore deriva, in mancanza di suoi discorsi conservati, dall'autorevole opinione di Marco Tullio Cicerone, che lo fa uno dei personaggi della sua opera De Oratore, assieme a Lucio Licinio Crasso; dalla parte tenuta nell'opera è possibile dedurre che Antonio aveva un'eloquenza naturale e non artificiale, caratterizzata dalla forza e dall'energia, più che dalla ricercatezza e dalla perfezione.
È noto che pubblicò un'opera, il De ratione dicendi, come riferito da Cicerone (De Oratore I, 21) e Quintiliano (III, 6, § 45). Tra le sue principali orazioni:
1. una difesa di se stesso dall'accusa di incesto con una vergine vestale (113 a.C.);
2. un discorso contro Gneo Papirio Carbone, sconfitto dai Cimbri nel 113 a.C. (111 a.C.);
3. un discorso contro Sesto Titio, tribuno della plebe (99 a.C.);
4. una difesa di Manlio Aquillio, accusato di concussione durante il governo della Sicilia, la sua orazione più celebrata (circa 99 a.C.);
5. una difesa di sé stesso dall'accusa di concussione avanzata da Marco Duronio;
6. una difesa di Gaio Norbano, accusato di aver causato la distruzione di un esercito romano per mano dei Cimbri per negligenza.

È sempre Cicerone a riferire che Antonio era solito vantarsi di non aver mai messo per iscritto le proprie orazioni, così da poter poi ritrattare liberamente, in caso di bisogno, le proprie dichiarazioni (Pro Cluentio 140). Secondo la testimonianza dell'Arpinate, infine, Marco Antonio aveva una straordinaria abilità nel manipolare l'emotività dell'uditorio ed era particolarmente versato nella memorizzazione (Brutus 144-215).